# Sauternes (Gironde)
Sauternes település Franciaországban, Gironde megyében. Lakosainak száma 816 fő (2022. január 1.). Sauternes Preignac, Léogeats, Bommes, Budos és Fargues községekkel határos.

## Népesség
A település népessége az elmúlt években az alábbi módon változott:
| Lakosok száma | 582  | 578  | 589  | 679  | 762  | 777  | 790  | 814  | 824  | 816  |
|               | 1968 | 1982 | 1990 | 2006 | 2013 | 2015 | 2017 | 2019 | 2020 | 2022 |